# Racing Club de Strasbourg 1965-1966
Questa voce raccoglie le informazioni riguardanti il Racing Club de Strasbourg nelle competizioni ufficiali della stagione 1965-1966.

## Maglie e sponsor
Lo sponsor tecnico per la stagione 1965-1966 è Le Coq Sportif, che compare nelle divise utilizzate per la Coppa di Francia.
| Manica sinistra · Maglietta · Maglietta · Manica destra · Pantaloncini · Calzettoni | Manica sinistra · Manica sinistra · Maglietta · Maglietta · Manica destra · Manica destra · Pantaloncini · Calzettoni | Manica sinistra · Maglietta · Maglietta · Manica destra · Pantaloncini · Calzettoni |  |

## Organigramma societario
Area direttiva
- Presidente: Joseph Heintz

Area organizzativa
- Segretario generale: Armand Zuchner

Area tecnica
- Allenatore: Paul Frantz

Area sanitaria
- Medico sociale: Mendel Spruch

## Rosa
| N. |                    | Ruolo | Calciatore      |
| -- | ------------------ | ----- | --------------- |
|    | Francia (bandiera) | P     | Francis Buch    |
|    | Francia (bandiera) | P     | Gilbert Merckel |
|    | Francia (bandiera) | P     | Jean Schuth     |
|    | Francia (bandiera) | D     | Gérard Burcklé  |
|    | Francia (bandiera) | D     | Denis Devaux    |
|    | Francia (bandiera) | D     | Gines Gonzales  |
|    | Francia (bandiera) | D     | René Hauss      |
|    | Francia (bandiera) | D     | Raymond Kaelbel |
|    | Francia (bandiera) | D     | Marcel Lazarus  |
|    | Francia (bandiera) | D     | Pierre Sbaiz    |
|    | Francia (bandiera) | C     | Roland Debs     |

| N. |                      | Ruolo | Calciatore                |
| -- | -------------------- | ----- | ------------------------- |
|    | Francia (bandiera)   | C     | Gilbert Gress             |
|    | Francia (bandiera)   | C     | Roland Merschel           |
|    | Francia (bandiera)   | C     | Raymond Stieber           |
|    | Francia (bandiera)   | C     | Robert Szczepaniak        |
|    | Francia (bandiera)   | A     | Edmond Biernat            |
|    | Argentina (bandiera) | A     | José Farias               |
|    | Francia (bandiera)   | A     | Gérard Hausser (capitano) |
|    | Francia (bandiera)   | A     | Gilbert Heiné             |
|    | Francia (bandiera)   | A     | Philippe Piat             |
|    | Francia (bandiera)   | A     | Matthieu Schneider        |

## Risultati

### Coppa di Francia
| Arbitro: | Carette |

|                             |           |               |
| Kaelbel 16’, 40’ Farias 46’ | Marcatori | 79’ Mekhloufi |

| Arbitro: | Bondon |

|                                         |           |          |
| Farias 53’, 90’ Hausser 54’ Stieber 72’ | Marcatori | 5’ Papin |

| Arbitro: | Tricot |

|                                               |           |                 |
| Farias 32’ Piat 47’, 66’, 76’ Szczepaniak 73’ | Marcatori | 87’, 89’ Trotel |

| Arbitro: | Dhumerelle |

|          |           |  |
| Piat 84’ | Marcatori |  |

| Arbitro: | Lamour |

|                                           |           |              |
| Merschel 90’ Farias 109’ Szczepaniak 119’ | Marcatori | 11’ Soukhane |

| Arbitro: | Tricot |

|           |           |  |
| Sbaiz 51’ | Marcatori |  |

### Coppa delle Fiere
| Arbitro: | Wharton |

|               |           |  |
| Fortunato 41’ | Marcatori |  |

| Arbitro: | Oliveira |

|                             |           |             |
| Hauss 70’ (rig.) Farias 89’ | Marcatori | 59’ Benigni |

| Arbitro: | Huber |

|                |           |                 |
| Angellillo 59’ | Marcatori | 80’ Szczepaniak |